# Валевский, Киприан
Киприан Валевский (пол. Cyprian Walewski; 20 сентября 1820—25 ноября 1873, Варшава, Царство Польское, Российская империя) — польский библиограф

 и коллекционер.
Шляхтич герба Першхала (Колонна). После окончания Дерптского университета, занялся сбором библиографических материалов польской письменности.
Автор ряда биографий. Отдельно издал монографии: «Jan Łaski, reformator Kościoła» (1872) и «Marcin Kromer» (1874). Собранный им богатый библиографический материал достался польскому библиографу Каролю Эстрейхеру-старшему.
Похоронен на кладбище Старые Повонзки в Варшаве.